# Ceres (Goiás)
Ceres est une municipalité brésilienne de l'État de Goiás et la microrégion de Ceres.